# ليزلي إبرامسن
ليزلي إبرامسن (بالإنجليزية: Leslie Abramson)‏ هي محامية أمريكية، ولدت في 6 أكتوبر 1943 في فلاشينغ ‏ في الولايات المتحدة.